# Генеральна асамблея штату Міссурі
Генеральна Асамблея Міссурі — законодавчий орган штату Міссурі. Двопалатна Генеральна Асамблея складається із сенату, до якого входить 34 члени, та палати представників із 163 членів. Члени обох палат Генеральної Асамблеї підлягають обмеженню строків. Сенатори обмежені двома чотирирічними термінами, а представники — чотирма дворічними термінами, загалом 8 років для членів обох палат.
Генеральна Асамблея засідає у Капітолії штату Міссурі у місті Джефферсоні.

## Кваліфікація
Депутати Палати представників повинні бути віком до 24 років. Представники також повинні бути досвідченими виборцями Міссурі протягом двох років та жителями округу чи прилеглого до їх округу протягом одного року. Сенатори повинні мати 30 років, бути активними виборцями штату Міссурі протягом трьох років та, подібно до депутатів Палати, повинні бути мешканцями їх сенаторського виборчого округу за рік до обрання.

## Сесії та кворум
Згідно з розділом 20 статті III Конституції Міссурі, Генеральна Асамблея повинна скликатися у першу середу після першого понеділка січня опісля загальних виборів штату. Він відкладається 30 травня, без врахування законопроєктів після 18:00 у першу п'ятницю після другого понеділка травня. Законопроєкт про асигнування не може розглядатися після 18:00 у першу п'ятницю після першого понеділка травня. Якщо губернатор поверне законопроєкт із запереченнями після відстрочки, то Генеральна Асамблея автоматично відбудеться у першу середу після другого понеділка вересня на термін, що не перевищує десяти днів, для розгляду ветованих законопроєктів.
Губернатор може скликати Генеральну Асамблею на спеціальну сесію протягом максимум 60 календарних днів у будь-який час. Розглядатися можуть лише теми, рекомендовані губернатором у своєму дзвінку чи спеціальному повідомленні. Президент Про Тем і спікер можуть скликати 30-денну спеціальну сесію за клопотанням трьох четвертих членів кожної палати.
Ні Палата, ні Сенат без згоди іншої палати не відкладаються більше ніж на десять днів у будь-який час, ні в будь-яке інше місце, крім того, у якому можуть перебувати два будинки.
Як законодавчий орган, що працює за сумісництвом, компенсація є низькою для Генеральної Асамблеї, і більшість сенаторів та представників мають іншу роботу поза своїми законодавчими обов'язками. Законодавцям виплачується 31,351 долар США за законодавчий рік.